# La Reforma (Buenos Aires)
La Reforma es un paraje rural del partido de Roque Pérez, Provincia de Buenos Aires, Argentina.
El poblado se formó en torno a la Estación La Reforma del otrora Ferrocarril Provincial de Buenos Aires.

## Población
Durante los censos nacionales del INDEC de 2001 y 2010 fue considerada como población rural dispersa.